# Wark on Tyne
Wark on Tyne lub Wark – wieś i civil parish w Anglii, w hrabstwie Northumberland. Leży 41 km na zachód od miasta Newcastle upon Tyne i 422 km na północ od Londynu. W 2011 roku civil parish liczyła 741 mieszkańców.